# John Courtney Murray
John Courtney Murray (12 de septiembre de 1904 - 16 de agosto de 1967) fue un jesuita teólogo y un prominente intelectual estadounidense, especialmente conocido por sus esfuerzos en reconciliar el catolicismo con el pluralismo religioso, la libertad religiosa y el orden político de la sociedad estadounidense.
Durante las primeras discusiones del decreto Dignitatis humanae publicó un artículo de gran influencia en las deliberaciones posteriores.

## Vida y educación
John Courtney Murray nació en Nueva York en 1904. En 1920 ingresó a la provincia de Nueva York de la Compañía de Jesús. Estudió Humanidades y Filosofía en el Boston College, recibiendo allí los grados de licenciatura y maestría en 1926 y 1927 respectivamente. Tras su graduación viajó a Filipinas, donde tomó estudios de Latín y Literatura Inglesa en la Universidad Ateneo de Manila. Regresó a los Estados Unidos en 1930 y fue ordenado como sacerdote de la Iglesia católica en 1933. Prosiguió estudios adicionales en la Universidad Gregoriana de Roma y consiguió el título de doctor de Teología Sagrada en 1937. De regreso a los Estados Unidos, enseñó Teología Trinitaria en el Teologado Jesuita de Woodstock, Maryland, y en 1941 fue nombrado editor de la Publicación Jesuita Theological Studies. Desempeñó estos dos cargos hasta su muerte en Queens en 1967. Falleció a causa de un ataque cardíaco.